# Omero Capanna
Omero Capanna (* 4. April 1942 in Rom; † 11. Oktober 2003 ebenda) war ein italienischer Kleindarsteller, Schauspieler und Stuntman.

## Leben
Capanna, der drei Geschwister hatte, begann bereits mit 17 Jahren seine Karriere als Stuntman in italienischen Filmen. Bereits sein Vater Otello hatte in dieser Funktion gearbeitet und ermöglichte so seinem Sohn den Einstieg ins Filmgeschäft. Im Laufe der Jahre sammelte Capanna Erfahrung in zahlreichen Filmen  und spielte auch kleinere Sprechrollen. Mit Beginn der 1970er Jahre wurden die Rollen größer; in den meisten seiner angeblich 428 Filme blieb seine Mitwirkung jedoch unerwähnt, bei vielen ist der bildliche Nachweis nicht möglich. Eine Hauptrolle hatte Capanna in Un animale chiamato… uomo!, einem Italowestern, inne, auch in vielen Spencer/Hill-Filmen trat er auf.
Spätere Filme Capannas waren u. a. Der Tag des Falken, Wax Mask und Gangs of New York; eine seiner letzten Aufgaben war die Stunt-Koordination für Die Passion Christi.
Capanna starb mit 61 Jahren an einer schweren Krankheit.

## Filmografie (Auswahl)
- 1967: Il bello, il brutto, il cretino
- 1967: Der Tod ritt dienstags (I giorni dell'ira)
- 1970: Die rechte und die linke Hand des Teufels
- 1971: Unerbittlich bis ins Grab (Se t'incontro t'ammazzo)
- 1972: Un animale chiamato uomo
- 1972: Bada alla tua pelle Spirito Santo!
- 1972: Hai sbagliato… dovevi uccidermi subito!
- 1972: Milano Kaliber 9 (Milano calibro 9)
- 1973: Sie nannten ihn Plattfuß
- 1973: Auch die Engel essen Bohnen
- 1973: Drei Nonnen auf dem Weg zur Hölle (Più forte sorelle) (nur Produzent)
- 1974: Zwei wie Pech und Schwefel
- 1975: Buddy in Hongkong
- 1978: Sie nannten ihn Mücke
- 1978: Plattfuß in Afrika
- 1980: Das Syndikat des Grauens (Luca il contrabbandiere)
- 1982: Der Bomber
- 1984: Angel in the Dark (Hanna D. – la ragazza del Vondel Park)
- 1985: Der Tag des Falken (Ladyhawke)

als Stuntman
- 1988: Die letzte Versuchung Christi (The Last Temptation of the Christ)
- 1990: Der Pate III
- 1996: Die Bibel – Samson und Delila
- 2004: Die Passion Christi (The Passion of the Christ)